# サッカーカメルーン代表
サッカーカメルーン代表（サッカーカメルーンだいひょう、英: Cameroon national football team, 仏: Équipe du Cameroun de football）は、カメルーンサッカー連盟（FECAFOOT）によって構成される、カメルーンのサッカーのナショナルチームである。愛称は不屈のライオン（フランス語: Les Lions Indomptables, 英語: The Indomitable Lions）。

## 歴史

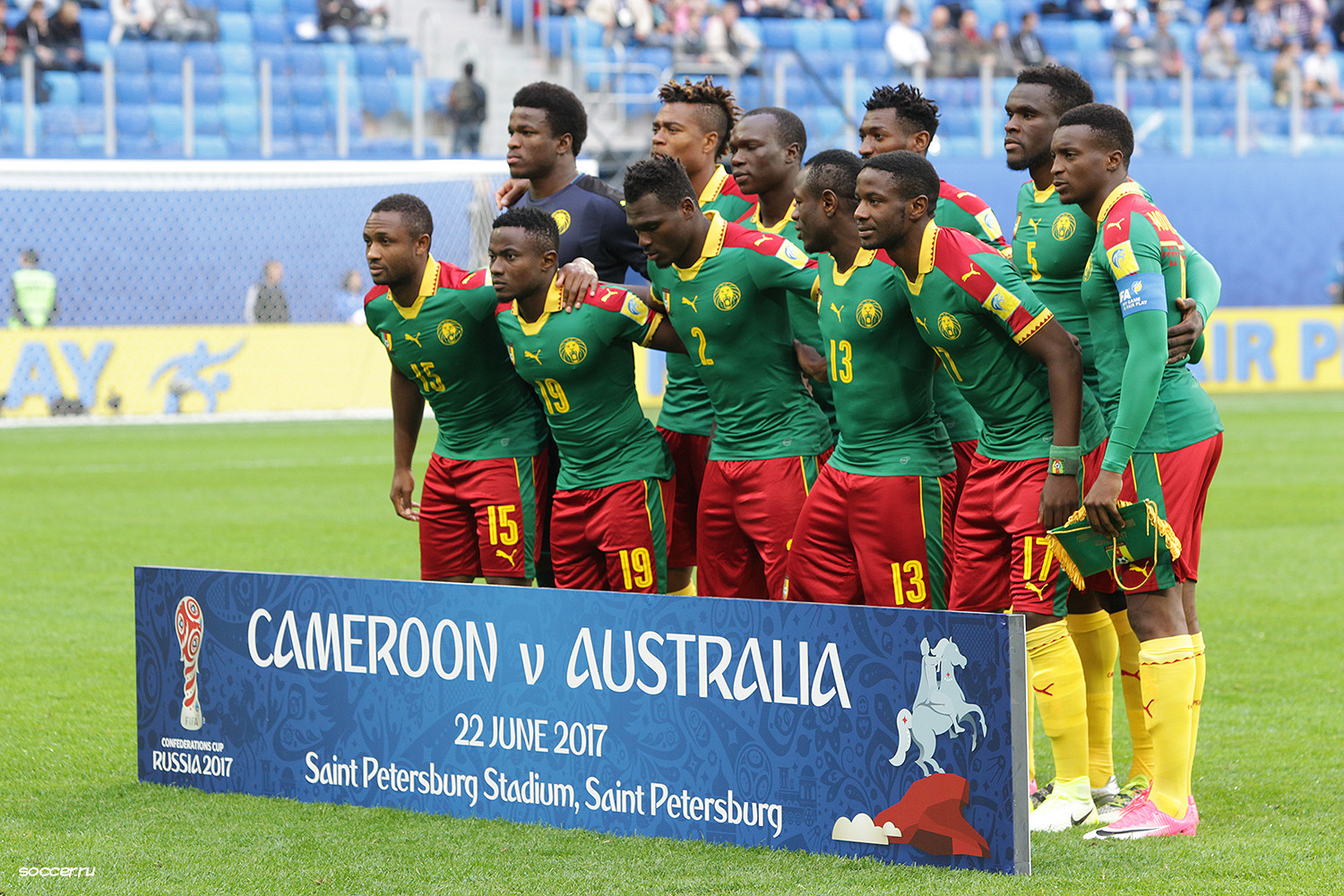
FIFAコンフェデレーションズカップ2017の対オーストラリア戦

1982年ワールドカップ
初出場の大会でグループリーグ2戦を終えた時点でいずれもスコアレスドローだったものの、4チームが2引き分けで並んだため最終戦となるイタリア戦に決勝トーナメント進出がかかっていたが1-1で引き分け、最終戦でペルーに5-1と大勝したポーランドと同じく3引き分けながら2得点を挙げていたイタリアの成績を上回れず、3位でグループリーグ敗退となった。
1990年ワールドカップ
2大会ぶりの出場となったが、開幕戦では前回優勝チームのアルゼンチンと対戦して61分と89分に退場者を出しながらも1-0で勝利、続くルーマニア戦では、当時のカメルーン大統領・ポール・ビヤからの直接の要請を受けて現役復帰したロジェ・ミラが2ゴールを挙げ連勝、3戦目、1988欧州選手権準優勝のソ連戦では0-4と大敗したものの、結局グループB1位で決勝トーナメントに進出した。ベスト16のコロンビア戦は延長にもつれ込むが、再びミラが2得点を挙げ2-1で勝利した。準々決勝では一旦イングランドを相手に2-1でリードしながらもPKをゲーリー・リネカーに決められ2試合連続の延長戦となり、延長で再びリネカーのゴールで2-3で敗れるが、アフリカ勢としては初のベスト8入りを達成しアフリカ史上唯一となる1大会での3勝を記録している（いずれも当時）。なお、「カメルーン旋風」は大会の話題のひとつとして記憶され、ナイジェリアやセネガル、ガーナ、コートジボワールといった西アフリカ勢を先導する出来事となった。
1994年ワールドカップ
グループリーグ初戦でスウェーデンと2-2で引き分けるも、2戦目のブラジルに0-3で敗れ3戦目のロシア戦では、当時42歳だったミラがワールドカップ最高齢選手によるゴール（2023年現在も最高齢記録）を記録しながらも1-6と大敗を喫し、1分2敗のグループ最下位で大会を終えた。
1998年ワールドカップ
サミュエル・エトーが同大会の全参加選手中最年少となる17歳3か月で代表に選ばれ注目されたが、初戦のオーストリア戦、3戦目のチリ戦にいずれも1-1で引き分けたものの、2戦目のイタリア戦で0-3で敗れたことが響いたため2分1敗で最下位となり、グループリーグ敗退となった。
2002年ワールドカップ
4大会連続の出場となり、日本では1997-1998年シーズンまでガンバ大阪に所属していたパトリック・エムボマが代表に選ばれたという点でも注目されていた。大分県日田郡中津江村（当時：現在の日田市中津江村）をキャンプ地としていたが、到着が遅れたことでカメルーン代表は中津江村とともに日本で一躍有名になった。この時の村民への恩義もあり、日本で試合を行なった際に同じ大分県で2002 FIFAワールドカップの会場でもあった大分市の九州石油ドームを使用した。8年後、2010年の南アフリカ大会で日本とカメルーンが対戦した際も、旧中津江村では住民がカメルーンを応援するなど今でも互いに親しい関係にある。グループリーグでは初戦でアイルランドに1-1で引き分け、続くサウジアラビア戦に1-0で勝利し2試合終了時点で1勝1分、得失点差でドイツに次ぐ2位となっていたものの最終戦のドイツ戦に0-2で敗れ、サウジアラビアに3-0で勝利したアイルランドにも逆転され3位となり、3大会ぶりの決勝トーナメント進出を逃した。
2010年ワールドカップ
グループリーグ・E組に入ったカメルーン代表は初戦で日本と対戦したが、前半39分、本田圭佑にゴールを決められ0-1で敗れた。続くデンマークとの対戦では1-2と逆転負けを喫し、これにより1戦を残したままカメルーンのグループリーグ敗退が決定した。最終戦ではオランダと対戦するも1-2で敗れ、ワールドカップ4連敗となり南アフリカを去っていった。
2014年ワールドカップ
開催国のブラジルと同じグループAに入り、同年6月1日に行われた親善試合では優勝候補の一角であるドイツに2-2で引き分けるなどしていたものの同月8日、首都のヤウンデからブラジルに移動する直前になって、選手たちがカメルーンサッカー連盟の提示するボーナスが希望に満たない額であることを理由に飛行機への搭乗を拒否したため、交渉がまとまったため翌9日には出発したが、同月13日の初戦のメキシコ戦ではオリベ・ペラルタからゴールを許し、0-1で敗戦した。続く同月18日のクロアチア戦ではエースのエトーが右膝痛により欠場、さらに先制点を許した後の前半40分にアレクサンドル・ソングがボールに無関係な場所でのマリオ・マンジュキッチに対する肘打ちをしてレッドカードで一発退場となり、10人となった後半に3点を許し0-4で敗れ2連敗を喫してしまい、グループリーグ最終戦のブラジル戦を残したままカメルーンのグループリーグでの敗退が決まった。迎えた3戦目のブラジル戦では17分にネイマールから先制ゴールを許すと、さらに26分には今大会チーム初ゴールとなるJ・マティプのゴールで一旦同点に追いついたが34分に再びネイマールのゴールで突き放され、後半にもフレッジ、フェルナンジーニョにゴールを決められ、1-4で敗戦した。これにより、2大会連続のグループリーグ3連敗を喫したことから2002年大会グループリーグ最終戦ドイツ戦での敗戦から通算してワールドカップ本大会7連敗となった。
2022年ワールドカップ
4月1日にカタールの首都・ドーハで行われた組み合わせ抽選会でカメルーン代表はブラジル、スイス、セルビアと同じグループGに入った。グループリーグ初戦のスイス戦では48分にブレール・エンボロのゴールで失点を喫して0-1で惜敗し、これによりW杯連敗記録が「8」にまで伸びてしまった。第2戦のセルビア戦ではスイス戦でも守護神を務めたアンドレ・オナナがリゴベール・ソング監督と対立したため、メンバー外となってしまった。試合でも前半に先制したものの前半終了間際に逆転されるなど一時は2点のリードをされたものの、途中出場したヴァンサン・アブバカルが華麗なループシュートを含む1G1Aの活躍を魅せたことで3-3で引き分けにもつれ込み、 2002年大会から続いた連敗記録を8で止めた。第3戦ではFIFAランキング1位のブラジルと対戦した。終始守り続けたが失点を許すことはなく0-0で迎えた試合終了間際にアブバカルのヘディングシュートが決まり優勝候補の一角でもあるブラジルに勝利した。この勝利でブラジルに勝った初めてのアフリカ勢となった。カメルーンのグループリーグ突破はならなかったものの、有終の美で大会を去っていった。

## 成績

### FIFAワールドカップ
| 開催国 / 年 | 成績               | 試       | 勝       | 分       | 負       | 得       | 失       |
| ----------- | ------------------ | -------- | -------- | -------- | -------- | -------- | -------- |
| 1930        | 不参加             | 不参加   | 不参加   | 不参加   | 不参加   | 不参加   | 不参加   |
| 1934        | 不参加             | 不参加   | 不参加   | 不参加   | 不参加   | 不参加   | 不参加   |
| 1938        | 不参加             | 不参加   | 不参加   | 不参加   | 不参加   | 不参加   | 不参加   |
| 1950        | 不参加             | 不参加   | 不参加   | 不参加   | 不参加   | 不参加   | 不参加   |
| 1954        | 不参加             | 不参加   | 不参加   | 不参加   | 不参加   | 不参加   | 不参加   |
| 1958        | 不参加             | 不参加   | 不参加   | 不参加   | 不参加   | 不参加   | 不参加   |
| 1962        | 不参加             | 不参加   | 不参加   | 不参加   | 不参加   | 不参加   | 不参加   |
| 1966        | 参加辞退           | 参加辞退 | 参加辞退 | 参加辞退 | 参加辞退 | 参加辞退 | 参加辞退 |
| 1970        | 予選敗退           | 予選敗退 | 予選敗退 | 予選敗退 | 予選敗退 | 予選敗退 | 予選敗退 |
| 1974        | 予選敗退           | 予選敗退 | 予選敗退 | 予選敗退 | 予選敗退 | 予選敗退 | 予選敗退 |
| 1978        | 予選敗退           | 予選敗退 | 予選敗退 | 予選敗退 | 予選敗退 | 予選敗退 | 予選敗退 |
| 1982        | 1次リーグ敗退      | 3        | 0        | 3        | 0        | 1        | 1        |
| 1986        | 予選敗退           | 予選敗退 | 予選敗退 | 予選敗退 | 予選敗退 | 予選敗退 | 予選敗退 |
| 1990        | ベスト8            | 5        | 3        | 0        | 2        | 7        | 9        |
| 1994        | グループリーグ敗退 | 3        | 0        | 1        | 2        | 3        | 11       |
| 1998        | グループリーグ敗退 | 3        | 0        | 2        | 1        | 2        | 5        |
| 2002        | グループリーグ敗退 | 3        | 1        | 1        | 1        | 2        | 3        |
| 2006        | 予選敗退           | 予選敗退 | 予選敗退 | 予選敗退 | 予選敗退 | 予選敗退 | 予選敗退 |
| 2010        | グループリーグ敗退 | 3        | 0        | 0        | 3        | 2        | 5        |
| 2014        | グループリーグ敗退 | 3        | 0        | 0        | 3        | 1        | 9        |
| 2018        | 予選敗退           | 予選敗退 | 予選敗退 | 予選敗退 | 予選敗退 | 予選敗退 | 予選敗退 |
| 2022        | グループリーグ敗退 | 3        | 1        | 1        | 1        | 4        | 4        |
| 合計        | 出場8回            | 26       | 5        | 8        | 13       | 22       | 47       |

### FIFAコンフェデレーションズカップ
- 2001 - グループリーグ敗退
- 2003 - 準優勝[注釈 1]
- 2017 - グループリーグ敗退

### アフリカネイションズカップ
| 1957 | 不参加             | 1982 | グループリーグ敗退 | 2006 | ベスト8            |
| 1959 | 不参加             | 1984 | 優勝               | 2008 | 準優勝             |
| 1962 | 不参加             | 1986 | 準優勝             | 2010 | ベスト8            |
| 1963 | 不参加             | 1988 | 優勝               | 2012 | 予選敗退           |
| 1965 | 不参加             | 1990 | グループリーグ敗退 | 2013 | 予選敗退           |
| 1968 | 予選敗退           | 1992 | 4位                | 2015 | グループリーグ敗退 |
| 1970 | グループリーグ敗退 | 1994 | 予選敗退           | 2017 | 優勝               |
| 1972 | 3位                | 1996 | グループリーグ敗退 | 2019 | ベスト16           |
| 1974 | 予選敗退           | 1998 | 4位                | 2021 | 3位                |
| 1976 | 予選敗退           | 2000 | 優勝               | 2023 | ベスト16           |
| 1978 | 予選敗退           | 2002 | 優勝               |      |                    |
| 1980 | 予選敗退           | 2004 | ベスト8            |      |                    |

## 歴代監督
- ドミニク・コロナ 1965-1970
- レイモン・フォベテ 1970
- ジャン・ヴァンサン 1982
- クロード・ル・ロワ 1985–1988, 1998
- ヴァレリー・ニポムニシ 1988–1990
- アンリ・ミシェル 1994
- ヴィンフリート・シェーファー 2001–2004
- アルトゥール・ジョルジ 2005–2006
- アリー・ハーン 2006–2007
- オットー・プフィスター 2007-2009
- トーマス・ヌコノ 2009
- ポール・ル・グエン 2009-2010
- ジャック・ソンゴォ 2010 (暫定)
- ハビエル・クレメンテ 2010-2011
- ドニ・ラヴァニュ 2011-2012
- ジャン＝ポール・アコノ 2012-2013
- フォルカー・フィンケ 2013-2015
- アレクサンドル・ベリンガ（英語版） 2015-2016
- ウーゴ・ブロース（英語版） 2016-2017
- クラレンス・セードルフ 2018-2019
- トニ・コンセイソン（英語版） 2019-2022
- リゴベール・ソング 2022-

## 歴代選手
| - ジョセフ＝アントワーヌ・ベル - トーマス・ヌコノ - ジャック・ソンゴォ - イドリス・カルロス・カメニ - ギー・エンディ・アセンベ - アンドレ・オナナ | - リゴベール・ソング - ステファン・タタウ - サロモン・オレンベ - ピエール・ウォメ - ローレン・エタメ・マイヤー - ブノワ・アスー＝エコト - ニコラ・ヌクル - セバスティアン・バソング - アンリ・ベディモ - オーレリアン・シェジュ | - マルク＝ヴィヴィアン・フォエ - ジェレミ・ヌジタップ - ローレン・エタメ・マイヤー - ジャン・マクーン - アレクサンドル・ソング - ジョゼフ＝デジレ・ジョブ - ピエール・ヌジャンカ - エリック・ジェンバ＝ジェンバ - アチーレ・エマナ - ランドリー・エングエモ - ジョエル・マティプ - エヨング・エノー - ステファーヌ・エムビア - オリヴィエ・ブマル | - ロジェ・ミラ - シリル・マカナキー - パトリック・エムボマ - サミュエル・エトー - ピエール・ウェボ - エリック・マキシム・シュポ＝モティング - ヴァンサン・アブバカル - モハマドゥ・イドリス - ファブリス・オリンガ - クリントン・エンジ - フランソワ・オマン＝ビイク |